# Nelson Ingles
Nelson Ingles (Zárate, 8 de enero de 1975) es un exjugador de baloncesto argentino naturalizado italiabo. Su posición natural era la de base. Tras retirarse ejerció durante un tiempo el cargo de presidente del club Independiente de Zárate.

## Carrera

### Inicios
Ingles se formó en la cantera del Independiente de Zárate, siendo convocado en varias oportunidades para jugar en los seleccionados juveniles que representaban a la Asociación de Básquet de Zárate-Campana. 
En 1989, con apenas 14 años, se incorporó al Campana Boat Club para competir con el equipo mayor en los torneos regionales.

### TNA y LNB
Con Siderca de Campana hizo su debut en 1993 en el Torneo Nacional de Ascenso. En 1996 fichó con Central Entrerriano, jugando esa temporada como el base titular del equipo. Al culminar la misma, regresó a Siderca de Campana para afrontar lo que sería la última campaña del club en la segunda categoría profesional de baloncesto argentino. 
En 1998 el Independiente de Zárate consiguió una plaza en el TNA, motivo por el cual convocó a Ingles para participar del proyecto y conseguir el ascenso a la Liga Nacional de Básquet. Sin embargo, luego de dos temporadas sin lograr el objetivo, el jugador decidió avanzar con su carrera y fichar con Ferro Carril Oeste, en lo que significó su debut en la LNB.

### Italia
Tras dos años en la máxima categoría profesional de baloncesto argentino, Ingles tomó la decisión de migrar a Italia para conseguir un lugar en algún club local. En diciembre de 2002 comenzó su primera aventura en las competiciones italianas, firmando un contrato temporal con los Basket Rimini Crabs en Legadue.  Después de las primeras presentaciones, la gerencia se convenció de retenerlo al menos hasta el final de la temporada.
La temporada siguiente la arrancó como jugador del Scafati Basket, pero, a causa de una controversia con el club, un mes después regresó a vestir la camiseta de Basket Rimini Crabs, donde había construido una buena relación con los aficionados. El argentino permaneció en el club otras dos temporadas, durante las cuales continuó siendo un jugador de mucha entrega en el campo de juego.
Ingles debutó en la Lega Basket Serie A durante la temporada 2005-06, actuando con la casaca del Basket Livorno. Tras contribuir con el club toscano en la misión de preservar la categoría, sus compañeros, la dirigencia y la afición le dieron la confianza para continuar la temporada siguiente. Sin embargo, al finalizar el nuevo certamen, su equipo no pudo repetir la hazaña de la anterior campaña y descendieron a la Legadue. 
En enero de 2008 el base argentino hizo su retorno a la máxima categoría del baloncesto profesional italiano, siendo contratado como refuerzo del Nuova Sebastiani Basket Rieti. Tras el cierre de la temporada, renovó para jugar un año más en el club.

### Retorno a la LNB
En julio de 2009 fue repatriado por Boca Juniors, en lo que sería su segundo ciclo en la Liga Nacional de Básquet. En su primera temporada en el club porteño tuvo un buen rendimiento, pero en la segunda su juego decayó debido a las lesiones que lo afectaron.  

### Independiente de Zárate
En 2011 retornó a Independiente de Zárate con la idea de jugar sólo cuatro meses antes de comenzar una nueva temporada en la LNB. Sin embargo, vencido ese plazo, decidió permanecer en el club que lo había formado, actuando con el equipo mayor en torneos regionales hasta 2015. 
Antes de retirarse de la práctica del baloncesto competitivo, Ingles había asumido un puesto en la gerencia de Independiente de Zárate, por lo que resultó natural que en 2016 asumiera la presidencia del club. Dos años después cedió el mandato a Ricardo Acutain.

## Vida privada
Ingles es cuñado de Sergio Goycochea, portero argentino que eliminó a Italia del mundiales 1990.[cita requerida]